# Vino Sjedinjenih Država
Vino se proizvodi u Sjedinjenim Državama od 1500-ih, a prva rasprostranjena proizvodnja počela je u Novom Meksiku 1628. godine. Danas se proizvodnja vina obavlja u svih pedeset država, pri čemu Kalifornija proizvodi 84 posto ukupnog američkog vina. Severnoamerički kontinent je dom nekoliko autohtonih vrsta grožđa, uključujući Vitis labrusca, Vitis riparia, Vitis rotundifolia, i Vitis vulpina, ali je industrija proizvodnje vina skoro u potpunosti zasnovana na uzgoju evropskog Vitis vinifera, koji su uveli Evropski doseljenici. Sa više od 1.100.000 acres (4.500 km2) pod vinovom lozom, Sjedinjene Države su četvrta po veličini zemlja u svetu po proizvodnji vina, posle Italije, Španije i Francuske.

## Literatura
- Clarke, Oz. Oz Clarke's New Encyclopedia of Wine. NY: Harcourt Brace, 1999.
- Johnson, Hugh. Vintage: The Story of Wine. NY: Simon & Schuster, 1989.
- Taber, George M. Judgement of Paris: California vs. France and the Historic 1976 Paris Tasting that Revolutionized Wine. NY: Scribner, 2005.

## Spoljašnje veze
- Appellation America.com U.S. wine region and AVA portal
- All American Wineries Архивирано 2020-08-05 на сајту  U.S. winery and vineyard guide
- Free the Grapes: State wine shipment laws
- Doubtless as Good: Thomas Jefferson's Dream for American Wine Fulfilled An online exhibition from the National Museum of American History, Smithsonian Institution